# 유영 (악평후)
유영(劉永, ? ~ ?)은 전한 말기의 제후로, 하간효왕의 아들이다.

## 행적
수화 원년(기원전 8년), 악평후(樂平侯)에 봉해졌다.
악평후 영 16년(8년), 전한이 멸망하여 작위가 박탈되었다.

## 출전
- 반고, 《한서》 권15하 왕자후표 下

| 선대 (첫 봉건) | 전한의 악평후 기원전 8년 6월 병인일 ~ 기원후 8년 | 후대 (전한 멸망) |